# Fondali Foce del Fiume Irminio
Fondali Foce del Fiume Irminio este o arie protejată (arie specială de conservare — SAC, sit de importanță comunitară — SCI) din Italia întinsă pe o suprafață de 1.514 ha, integral marine.

## Localizare
Centrul sitului Fondali Foce del Fiume Irminio este situat la coordonatele 36°45′58″N 14°35′28″E / 36.766111°N 14.591111°E.

## Înființare
Situl Fondali Foce del Fiume Irminio a fost declarat sit de importanță comunitară în septembrie 1995 pentru a proteja 1 specie de animale. Situl a fost protejat și ca arie specială de conservare în februarie 2020.

## Biodiversitate
Situată în ecoregiunea mediteraneană, aria protejată conține 2 habitate naturale: Straturi cu Posidonia (Posidonion oceanicae), Bancuri de nisip acoperite în permanență slab de apă marină.
La baza desemnării sitului se află o specie protejată de  reptile: Caretta caretta
Pe lângă speciile protejate, pe teritoriul sitului au mai fost identificate 2 specii de plante.